# Luanda (tỉnh)
Luanda là một tỉnh của Angola. Diện tích tỉnh này là 2.257 km² với dân số 1.823.282 (năm 2006). Luanda là tỉnh lỵ đồng thời là thủ đô quốc gia này. Các đô thị ở tỉnh Luanda gồm Cacuaco, Viana, Cazenga, Ingombota, Kilamba Kiaxe, Maianga, Rangel, Samba và Sambizanga.